# Rudolf Schindler
Pour les articles homonymes, voir Schindler.
Rudolf Michael Schindler (1887-1953) est un architecte américain d’origine autrichienne qui officie à Los Angeles au milieu du XXe siècle. Il est souvent associé en marge du Mouvement moderne, mais, bien qu’il travaille et étudie avec les plus grandes figures de ce mouvement, son inventivité dans la mise en forme complexe des volumes, la chaleur des matériaux utilisés, les couleurs étonnantes, et ceci sans avoir eu pour autant des budgets somptuaires, le placent parmi les vrais non-conformistes de l’architecture du XXe siècle. Son travail est peu publié de son vivant, mais on assiste à une reconsidération critique de son œuvre depuis les années 1980.

## Sa formation
Rudolf Michael Schindler est né le 10 septembre 1887 dans une famille de la petite bourgeoisie viennoise en Autriche. Son père est artisan et importateur dans l’industrie du bois et du métal, sa mère est modéliste. Il fréquente la Haute École royale et impériale de 1899 à 1906, et s’inscrit à la Wagnersschule de l’Université polytechnique de Vienne, se diplômant en 1911 avec une licence en architecture. Schindler est très réceptif à l’enseignement de Carl Könnig malgré la présence de beaucoup d’autres architectes célèbres comme Otto Wagner ou Adolf Loos. Mais c’est en 1911 qu’il est initié à l’œuvre de Frank Lloyd Wright par son impressionnant portfolio Wasmusth.
Schindler rencontre aussi celui qui deviendra tout au long de sa vie son ami et pourtant rival, Richard Neutra, à l’université en 1912 avant d’achever son projet de thèse en 1913. Leurs carrières sont parallèles : chacun va à Los Angeles en passant par Chicago, ils sont tous deux reconnus comme les premiers créateurs du style Moderne adapté à la Californie, et parfois tous les deux travaillent pour les mêmes clients.
À Vienne, Schindler acquiert de l’expérience dans l’agence de Hans Mayr et Theodore Mayer, travaillant là de septembre 1911 à février 1914. Schindler part alors à Chicago pour travailler dans l’agence d’Ottenheimer, Stern et Reicher (OSR), acceptant un salaire moindre pour être dans la ville américaine la plus à la pointe de l’architecture, patrie de Frank Lloyd Wright. Il trouve New York qu’il visite en venant, surpeuplée, sans attrait et mercantile. Chicago est pour lui moins à blâmer, car moins congestionné et donnant à voir le travail de Richardson, Sullivan et Wright.

## Un début de carrière sous la houlette de Wright
Schindler ne désespère pas d'une entrevue avec Wright, lui écrivant malgré son anglais hésitant, pour finalement le rencontrer une première fois le 30 décembre 1914. Wright a peu de travail à ce moment-là, de plus il est ravagé par la destruction de Taliesin et le meurtre de sa maîtresse survenus peu de temps avant. Il n’offre pas de travail à Schindler. Celui-ci continue donc à œuvrer chez OSR, s’occupant avec des voyages d’étude, se familiarisant notamment avec le travail de préfabrication sur place d’Irving Gill. Wright est en mesure d’employer Schindler quand il reçoit la commande de l’Hôtel impérial à Tōkyō, un projet d’importance qui retient le maître au Japon pendant plusieurs années.
Le rôle de Schindler est de poursuivre les chantiers américains de Wright en son absence, ceux produits par son studio d’Oak Park. Schindler rencontre et épouse sa femme Pauline Gibling (1893-1977) en 1919, et en 1920 il est appelé par Wright à Los Angeles pour travailler sur la Barnsdall House.
Schindler a déjà répondu à plusieurs commandes privées depuis son arrivée à Los Angeles, et notamment il vient d'achever ce que beaucoup considèrent comme sa grande œuvre, sa propre maison, la Kings Road House (aussi connue sous le nom de Schindler House ou Schindler-Chace House), une maison-bureau pour deux hommes et deux femmes construite vers la fin du printemps 1922. Il a alors commencé à prendre des commandes à son compte.
C’est à ce moment-là que la relation entre Schindler et Wright se dégrade. Schindler se plaint, non sans raison, d’être mal payé et exploité. Schindler prétend avoir été exagérément sous-payé, d’autant plus que, non content de travailler comme architecte, il a dû mener les affaires commerciales de Wright, comme s’occuper de la location des maisons d’Oak Park. De toutes les maisons faites par Wright durant cette période, la plus significative est certainement la Hollyhock House or Schindler en fait la plupart des plans et surveille à sa construction, tandis que Wright est encore au Japon. La cliente, Aline Barnsdall, devient par la suite une cliente de Schindler qui lui dessine une série de petits projets sur Olive Hill, et une spectaculaire maison de bord de mer, la Translucent House en 1927, qui reste une des plus grandes architectures sur papier du XXe siècle.
Quand en 1929 Schindler fait la demande d’une licence d’architecte de Los Angeles, il mentionne sa contribution importante à l’Imperial Hotel, tant architecturale qu’au niveau de la structure. Wright, cependant, refuse de valider ses prétentions. Finalement des disputes concernant qui a fait quoi vont crescendo, jusqu’à ce que Schindler lâche des prospectus, pour une série de conférences avec Neutra, où il fait sa promotion en ces termes : « Responsable de l’agence d’architecture de Frank Lloyd Wright en son absence depuis deux ans ». Wright réfute ces revendications, et tous deux rompent en 1931 et ne se réconcilient pas avant 1953, moins d’un an avant la mort de Schindler.

## Œuvres personnelles
Les premières constructions de Schindler se caractérisent souvent par l’emploi du béton. La Kings Road House, la Pueblo Ribera Court, la Lovell Beach House, la Wolfe House et la How House sont ses projets les plus manifestes. Il s’inspire des cinq principes de l'architecture moderne édictés par Le Corbusier, mais n'en retient que trois : la façade libre, les fenêtres horizontales et le toit-terrasse. Il garde à l’esprit les théories d’Adolf Loos (il reprend le principe des murs porteurs et s’écarte des ossatures en acier défendues par Richard Neutra).
La Kings Road House est conçue à la fois pour y travailler et pour y habiter avec sa femme et ses amis, Clyde et Marian DaCamara Chace. Le plan au sol joue sur l'imbrication de plusieurs « L », caractérisé par la préfabrication de panneaux de béton moulés sur place, contrastant avec des murs plus diaphanes faits en séquoia et en verre. Cette maison devient l'emblème de l’architecture de Schindler. Entre 1922 et 1926, Schindler conçoit la maison de plage des Lovell, la Lovell Beach House. Plantée sur pilotis, la structure du bâtiment est caractérisée par deux niveaux horizontaux, cinq portiques parallèles en béton et un toit-terrasse (depuis le modèle a fait beaucoup d'émules en Californie). L’édifice donne l’occasion à l’architecte de concrétiser son concept de « formes-espaces ».
Cherchant à créer une architecture encore plus économique, Schindler abandonne le béton et opte pour une esthétique de surface enduite. Ce type de construction caractérise son travail des années 1930 et 1940, mais son intérêt pour les formes et le soin porté aux qualités d’espace ne varient pas. Il développe son propre système de balloon frame, le Schindler Frame en 1945. Ses œuvres plus tardives utilisent beaucoup ce système comme base d’expérimentations.

## Reconnaissance
Les premières œuvres de Schindler comme la Kings Road House et la Lovell Beach House ne sont pratiquement pas diffusées dans le petit monde de l’Architecture. Aussi précoce et radicale qu’elles soient pour le Modernisme, elles ont dû en différer de trop pour être pleinement reconnues par ce mouvement, d’autant plus que Los Angeles n’est à l’époque qu’un centre secondaire de diffusion architecturale. Schindler ne fait même pas partie des architectes exposés lors de la très influente exposition sur le Style International de 1932, au contraire de Neutra. Mais — le comble ! — Neutra est erronément crédité comme l’architecte autrichien ayant collaboré avec Wright sur le projet Imperial Hotel. Sa véritable révélation vient pour la première fois avec le livre d’Esther McCoy Five California Architects en 1960. Actuellement son œuvre reçoit quelque peu une réévaluation, saluant son inventivité, sa personnalité, ses qualités formelles, ce qui le rend enfin accessible à une nouvelle génération de jeunes architectes.

## Correspondance et citations
« Pouvez-vous me donner deux lignes, juste deux lignes de recommandations sans insinuer que vous êtes un patron extraordinaire et à quel point nous sommes du menu fretin en comparaison » - Schindler s’adressant à Wright quand il attendait de lui sa licence d’architecte.